# Acanthonchus rostratus
Acanthonchus rostratus är en rundmaskart som beskrevs av Christian Wieser 1959. Acanthonchus rostratus ingår i släktet Acanthonchus och familjen Cyatholaimidae. Inga underarter finns listade i Catalogue of Life.